# Аристид Афинский
Аристи́д Афи́нский (Святой Аристид, Марциан Аристид, Аристид философ; II в.) — афинский философ, один из первых христианских апологетов, включён в число святых Православной и Католической церкви. Почитается также в Коптской церкви.
Память совершается 13 сентября в Православной церкви, 31 августа в Католической церкви.
Существует немного сведений о его жизни. Предполагают, что Аристид подал свою апологию императору Адриану около 124 года, когда император посетил Афины (из сирийской версии следует, что Антонину Пию около 140 года). Апология Аристида считалась утраченной, но в 1878 г. фрагмент её перевода на армянский язык был опубликован венецианскими монахами-мхитаристами, а 1889 г. английским учёным Р. Гаррису и А. Робинзону посчастливилось открыть: первому — сирийский, а второму — греческий текст апологии, вошедший в состав «Жития Варлаама и Иоасафа», составленного в первой половине VII века. Почти одновременно открыты были ещё два произведения, приписываемые Аристиду: «Слово на воззвание разбойника и на ответ распятого» («Слово о благоразумном разбойнике») и «Отрывок из письма Аристида философа ко всем философам».
По культурно-исторической значимости «Апология» Аристида выделяется среди других апологетических текстов, в позднем средневековье была одной из самых читаемых книг.